# Catedral de la icona de la Mare de Déu de Blaquernes
La Catedral de la icona de la Mare de Déu de Blaquernes (en georgià:ზუგდიდის ვლაქერნის ყოვლადწმიდა ღმრთისმშობლის ხატის სახელობის საკათედრო ტაძარი) és la catedral de l'Església ortodoxa Georgiana a Zúgdidi, que pertany a la diòcesi Zúgdidi i Tsaish, a Geòrgia.

## Història
Ekvtime Takaishvili assenyala que «l'església del nou Zúgdidi va ser construïda en pedra, d'estil georgià, sota el govern de Levan V Dadiani; la construcció va començar el 1825 i va acabar-ne el 1830».
L'emperador Alexandre I de Rússia va destinar diners per a la realització de la icona de la Mare de Déu de Blaquernes, que, segons la tradició, va salvar Constantinoble de la invasió d'enemics més d'una vegada. Al segle xvii Jordi IV Gurieli va marxar contra Alexandre IV, rei d'Imerècia. Entre els tresors portats a Gúria, també s'esmenta la icona de Blaquernes. Al 1805, la princesa Ninó (vídua de Grigol Dadiani), juntament amb una delegació dels prínceps mingrelians, va presentar la icona a l'emperador Alexandre I de Rússia, que la va decorar ricament i la va tornar al poble mingrelià.
La icona de Blaquernes va arribar a Mingrèlia des de Constantinoble i en va representar un dels principals valors dels prínceps Dadiani.
Els següents tresors cristians es guarden en aquesta església: part del cinturó de la Santíssima Verge Maria, les relíquies de sant Jordi i sant Joan, el pinzell de santa Marina i la part de l'esponja de la qual Jesucrist va beure vinagre, que va arribar a Geòrgia des de Constantinoble després que els turcs la capturessin el 1453. El 15 de juliol és la festa del temple.